# Evert Frans van der Grinten
Evert Frans van der Grinten (Venlo, 5 mei 1920 - Den Haag, 9 oktober 2009) was een Nederlands kunsthistoricus en hoogleraar aan de Katholieke Universiteit Nijmegen.

## Leven en werk
Van der Grinten was tussen 1962 en 1977 werkzaam aan de Katholieke Universiteit. Hij hield zich bezig met bouwkunst en negentiende-eeuwse architectuur. Zijn bekendste uitgave is een driedelig boek over de Nijmeegse Benedenstad, gepubliceerd in 1980. Zijn fotocollectie van Nijmeegse architectuur wordt beheerd door het Centrum voor Kunsthistorische Documentatie in Nijmegen. Van der Grinten was ook lid van de Maatschappij der Nederlandse Letterkunde. 

## Uit de fotocollectie van Van der Grinten

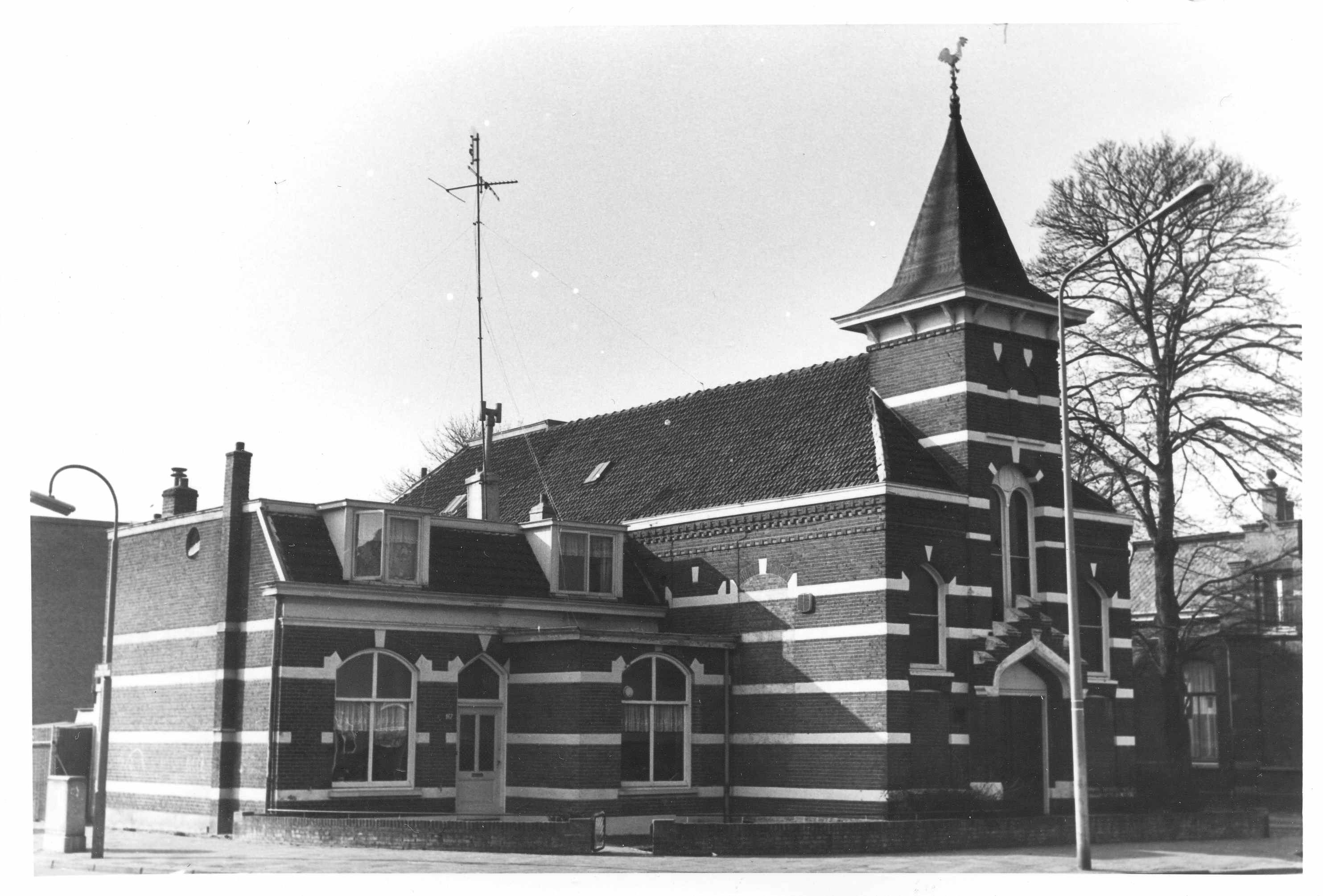
Oude Heselaan, Nijmegen
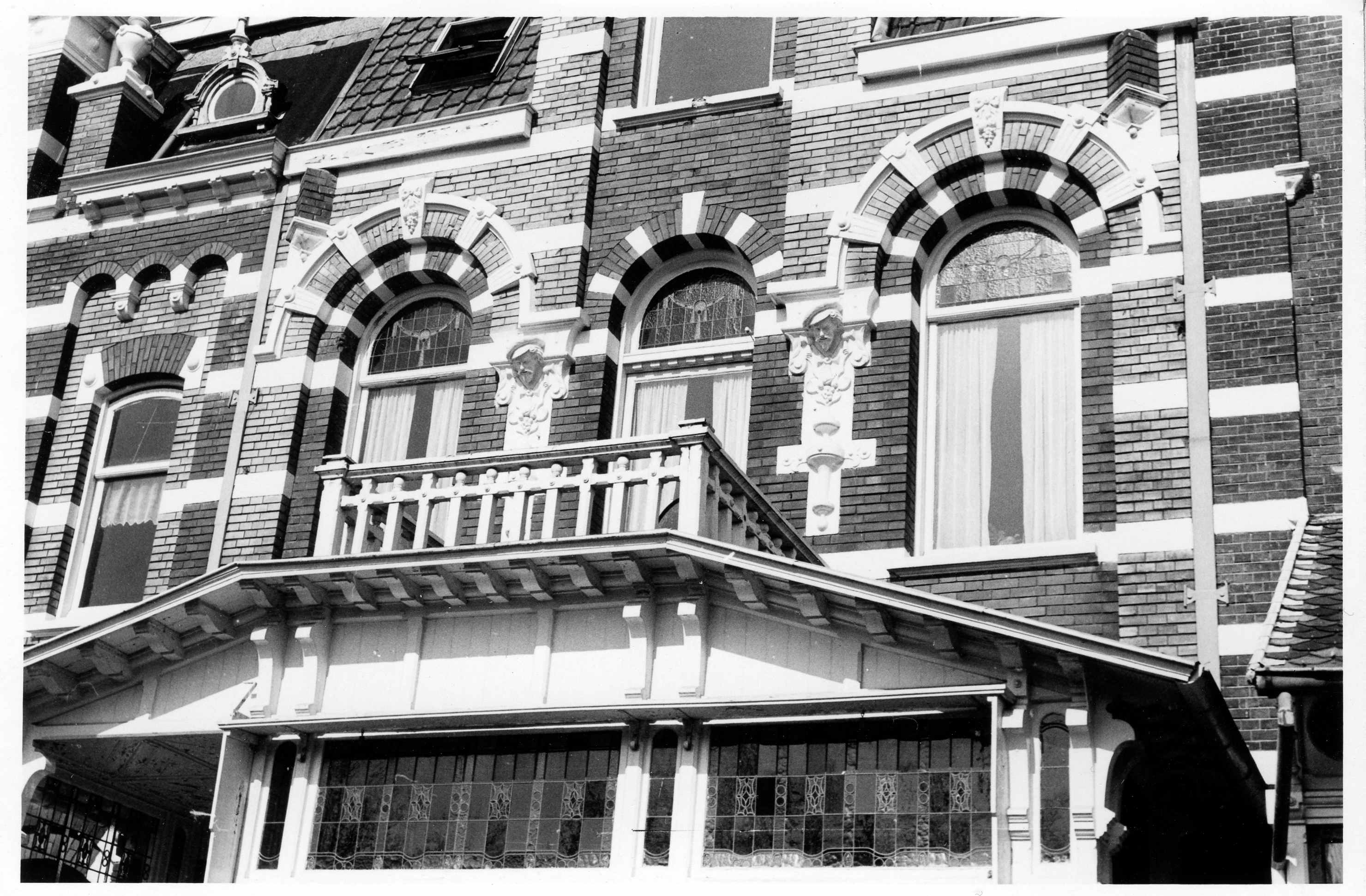
Oranjesingel, Nijmegen
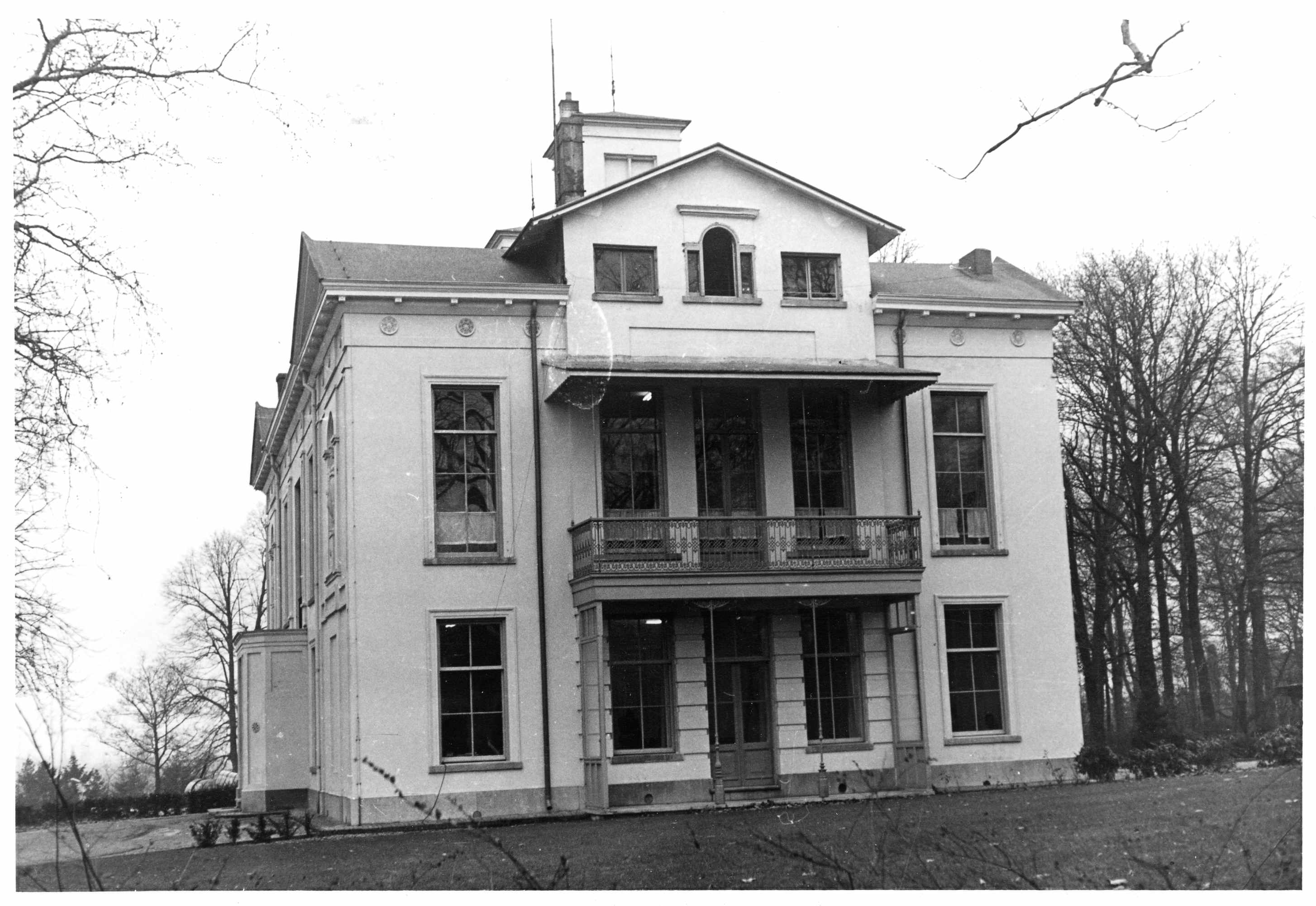
Landgoed Gelders Hof, Nijmegen

## Publicaties (selectie)
- E.F. van der Grinten: Nijmegen benedenstad. Beschrijving en afbeeldingen van een grotendeels verdwenen stadsgedeelte aan de Waal. 3 delen. Nijmegen, Janssen Uitgevers, 1980. Geen ISBN
- E.F. van der Grinten: Bouwkunst-geschiedenis of bouw-kunstgeschiedenis; grenzen en mogelijkheden in de geschiedschrijving der bouwkunst. Oratie Katholieke Universiteit te Nijmegen, 1963
- E.F. van der Grinten: De geschiedenis van de industriele vormgeving als taak voor de kunstgeschiedenis. Openbare les R.K. Universiteit Nijmegen, 1957